# Condylarthra
I condilartri (Condylarthra) sono un ordine di mammiferi placentati primitivi vissuti principalmente nel Paleocene e nell'Eocene, a lungo considerati come i progenitori di tutti i vari ordini di ungulati.

## Gruppo omogeneo?
Queste forme, diffuse soprattutto nei continenti settentrionali, sono decisamente poco specializzate, e sono caratterizzate da una dieta mista o erbivora, e dita provviste di unghie in forma di piccoli zoccoli (anche nelle forme che si suppone fossero carnivore).  Il raggruppamento di molte forme primitive ma già relativamente diversificate è stato ora messo in dubbio da alcuni studiosi e, soprattutto, dai risultati raggiunti in biologia molecolare. Le varie classificazioni proposte da Archibald (1996), McKenna & Bell (1997), Averianov (2000) e Muizon & Cifelli (2000) si basano tutte solo su confronti morfologici delle varie specie e sull'interpretazione dei fossili fin qui rinvenuti. In base a queste classificazioni veniva confermata l'esistenza di un ordine chiamato Condylarthra suddiviso in due sott'ordini: il sott'ordine Altungulata, che comprendeva le famiglie Meniscotheriidae, Phenacodontidae (progenitrici dell'ordine Perissodactyla), Loxolophidae e Phenacolophidae (queste ultime sulla linea che portava a quel gruppo di animali classificati come Paenungulati, cioè Hyracoidea, Sirenia e Proboscidea), e il sott'ordine Eparctocyona, in cui venivano inserite le famiglie Arctocyonidae, Oxyclaenidae, Apheliscidae, Tricuspiodontidae, Periptychidae, Hyopsodontidae (le ultime 3 racchiuse in un ulteriore raggruppamento denominato Bulbulodentata e progenitore dei Meridiungulati sudamericani), Arctostylopida, Triisodontidae e Mesonychidae (queste ultime tutte poste sulla linea che ha portato agli Artiodactyla e ai Cetacea).
La nascita della biologia molecolare e i successivi studi di comparazione del DNA delle varie specie, hanno completamente stravolto le precedenti classificazioni alimentando un acceso dibattito (ancora in corso) fra vecchie e nuove prove. Le nuove teorie dimostrano che l'ordine Condylarthra è in realtà un raggruppamento parafiletico (più linee monofiletiche unite artificiosamente) e molte delle famiglie che vi erano inserite sono state elevate al rango di ordini. Nascono così l'ordine Procreodi (comprendente le famiglie Arctocyonidae e Oxylaenidae), l'ordine Acreodi (i Mesonychidae); il gruppo denominato Bulbulodentata, progenitore del superordine Meridiungulata, esce di scena perché ora inserito nel clade Atlantogenata così come le famiglie Loxolophidae e Phenacolophidae che passano nel superordine Afrotheria assieme ai loro derivati Paenungulata (Iraci, Sirenidi ed Elefanti).

## Piccoli e primitivi
Tra le forme più antiche e primitive, comparse nel Paleocene inferiore, è da ricordare la famiglia degli Iopsodontidi (Hyopsodontidae, ad es. Hyopsodus), piccoli animali dalle zampe corte e poco specializzate, con un grande cranio e tronco allungato. Alcuni paleontologi hanno proposto analogie tra questi animali e gli artiodattili primitivi, basandosi sulla dentatura, ma la biologia molecolare ci dice invece che questa famiglia è molto vicina ai Macroscelidea (superordine Afrotheria). Una famiglia assai simile, quella dei Mioclenidi (Mioclaenidae, come Mioclaenus e Molinodus), include forme che qualche studioso (ad es. Cifelli) ritiene le possibili antenate di molti gruppi di ungulati sudamericani (come i litopterni e i notoungulati).

## Aumento delle dimensioni
La famiglia dei periptichidi (Periptychidae), comparsa nel Paleocene basale, comprende forme vagamente simili a cani, molto variabili come taglia: dai 30 centimetri di Anisonchus fino a quasi due metri di lunghezza di Ectoconus. I Periptichidi, benché fossero di corporatura più robusta rispetto alle altre famiglie, sembrerebbero molto primitivi. Tra i condilartri più evoluti sono da annoverare i Fenacodontidi (Phenacodontidae), che comprendono generi molto conosciuti quali Phenacodus e Meniscotherium. I Fenacodontidi, comparsi nel Paleocene, sembrano aver avuto una dieta vegetariana e per alcune caratteristiche del cranio e degli arti potrebbero essere vicini all'origine dei Perissodattili.

## Affinità incerte
Altre due famiglie, di incerta collocazione sistematica, provengono dal Sudamerica: i Peligroteriidi (Peligrotheriidae) e i Didolodontidi (Didolodontidae). Questi ultimi, classificati un tempo tra i Litopterni, sono noti principalmente per la dentatura, ma sembrerebbero presentare somiglianze con i Fenacodontidi. Gli ultimi resti noti (Salladolodus) provengono dall'Oligocene superiore e rappresenterebbero gli ultimi condilartri.

## Galleria d'immagini

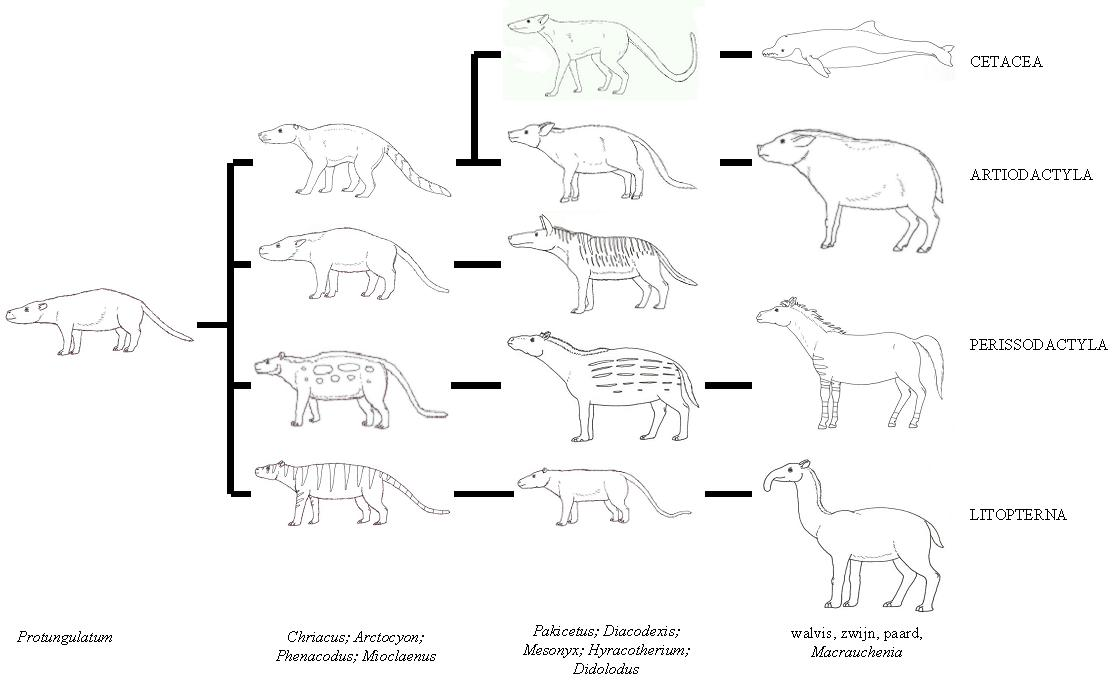
Presunto albero evolutivo dei Condylarthra